# Marguerite des couleurs
La marguerite des couleurs est un outil d'aide à la recherche de document dans une Bibliothèque Centre de Documentation (BCD) ou dans un CDI de collège[Où ?]. Elle est organisée selon la Classification décimale de Dewey.
Elle attribue une couleur à chaque grande classe de savoir pour faciliter le repérage et le rangement des documents.

## Fonctionnement de la marguerite
La marguerite répond au code couleur de la Dewey. Une couleur différente est attribuée à chaque grande classe. Cependant, il s'agit davantage d'un code d'usage que d'une norme établie.
Les grandes classes du savoir selon la Classification décimale de Dewey et leurs couleurs :
- 000 : généralités / Dictionnaires(noir)
- 100 : philosophie / Penser, imaginer (marron)
- 200 : religion / Prier (rouge)
- 300 : sciences sociales / Vivre ensemble (orange)
- 400 : langage / Parler (jaune)
- 500 : sciences exactes / Observer la nature (vert)
- 600 : techniques / Soigner, fabriquer(bleu)
- 700 : arts et loisirs / Créer, s'amuser (violet)
- 800 : littérature / Lire des histoires(gris)
- 900 : histoire et géographie / Pays, personnes célèbres (blanc)